# Nordals, Sundals och Valbo häraders valkrets
Nordals, Sundals och Valbo domsagas valkrets var vid riksdagsvalen till andra kammaren 1893–1908 en egen valkrets med ett mandat. Valkretsen, som omfattade Nordals, Sundals och Valbo härader, avskaffades vid införandet av proportionellt valsystem i valet 1911 och uppgick då i Älvsborgs läns norra valkrets.

## Riksdagsman
- Bengt Dahlgren, nya lmp 1894, lmp 1895–1911 (1894–1911)

## Valresultat

### 1896
| Andrakammarvalet i Sverige 1896: Nordals, Sundals och Valbo häraders valkrets | Andrakammarvalet i Sverige 1896: Nordals, Sundals och Valbo häraders valkrets | Andrakammarvalet i Sverige 1896: Nordals, Sundals och Valbo häraders valkrets | Andrakammarvalet i Sverige 1896: Nordals, Sundals och Valbo häraders valkrets | Andrakammarvalet i Sverige 1896: Nordals, Sundals och Valbo häraders valkrets |
| Kandidat                                                                      | Kandidat                                                                      | Röster                                                                        | Röster                                                                        | Röster                                                                        |
| Kandidat                                                                      | Kandidat                                                                      | Antal                                                                         | %                                                                             | +− %                                                                          |
| ----------------------------------------------------------------------------- | ----------------------------------------------------------------------------- | ----------------------------------------------------------------------------- | ----------------------------------------------------------------------------- | ----------------------------------------------------------------------------- |
|                                                                               | Bengt Dahlgren                                                                | 46                                                                            | 97,9                                                                          |                                                                               |
|                                                                               | Närmaste kandidat                                                             | 1                                                                             | 2,1                                                                           |                                                                               |
| Antal giltiga röster                                                          | Antal giltiga röster                                                          | 47                                                                            |                                                                               |                                                                               |
| Kasserade röster                                                              | Kasserade röster                                                              | 1                                                                             |                                                                               |                                                                               |
| Totalt                                                                        | Totalt                                                                        | 48                                                                            |                                                                               |                                                                               |

- Valdeltagandet var 13,3% vid valet av de 50 elektorer som sedan valde riksdagsman. 2 elektorer deltog dock inte.

### 1899
| Andrakammarvalet i Sverige 1899: Nordals, Sundals och Valbo häraders valkrets | Andrakammarvalet i Sverige 1899: Nordals, Sundals och Valbo häraders valkrets | Andrakammarvalet i Sverige 1899: Nordals, Sundals och Valbo häraders valkrets | Andrakammarvalet i Sverige 1899: Nordals, Sundals och Valbo häraders valkrets | Andrakammarvalet i Sverige 1899: Nordals, Sundals och Valbo häraders valkrets |
| Kandidat                                                                      | Kandidat                                                                      | Röster                                                                        | Röster                                                                        | Röster                                                                        |
| Kandidat                                                                      | Kandidat                                                                      | Antal                                                                         | %                                                                             | +− %                                                                          |
| ----------------------------------------------------------------------------- | ----------------------------------------------------------------------------- | ----------------------------------------------------------------------------- | ----------------------------------------------------------------------------- | ----------------------------------------------------------------------------- |
|                                                                               | Bengt Dahlgren                                                                | 425                                                                           | 62,3                                                                          | ▼35,6                                                                         |
|                                                                               | Axel Estelle                                                                  | 153                                                                           | 22,4                                                                          |                                                                               |
|                                                                               | Övriga kandidater                                                             | 104                                                                           | 15,3                                                                          |                                                                               |
| Antal giltiga röster                                                          | Antal giltiga röster                                                          | 682                                                                           |                                                                               |                                                                               |
| Kasserade röster                                                              | Kasserade röster                                                              | 6                                                                             |                                                                               |                                                                               |
| Totalt                                                                        | Totalt                                                                        | 688                                                                           |                                                                               |                                                                               |

Valet ägde rum den 1 september 1899. Valdeltagandet var 24,6%.

### 1902
| Andrakammarvalet i Sverige 1902: Nordals, Sundals och Valbo häraders valkrets | Andrakammarvalet i Sverige 1902: Nordals, Sundals och Valbo häraders valkrets | Andrakammarvalet i Sverige 1902: Nordals, Sundals och Valbo häraders valkrets | Andrakammarvalet i Sverige 1902: Nordals, Sundals och Valbo häraders valkrets | Andrakammarvalet i Sverige 1902: Nordals, Sundals och Valbo häraders valkrets |
| Kandidat                                                                      | Kandidat                                                                      | Röster                                                                        | Röster                                                                        | Röster                                                                        |
| Kandidat                                                                      | Kandidat                                                                      | Antal                                                                         | %                                                                             | +− %                                                                          |
| ----------------------------------------------------------------------------- | ----------------------------------------------------------------------------- | ----------------------------------------------------------------------------- | ----------------------------------------------------------------------------- | ----------------------------------------------------------------------------- |
|                                                                               | Bengt Dahlgren                                                                | 800                                                                           | 64,4                                                                          | ▲2,1                                                                          |
|                                                                               | Axel Estelle                                                                  | 408                                                                           | 32,9                                                                          | ▲10,5                                                                         |
|                                                                               | Övriga kandidater                                                             | 33                                                                            | 2,7                                                                           |                                                                               |
| Antal giltiga röster                                                          | Antal giltiga röster                                                          | 1 241                                                                         |                                                                               |                                                                               |
| Kasserade röster                                                              | Kasserade röster                                                              | 6                                                                             |                                                                               |                                                                               |
| Totalt                                                                        | Totalt                                                                        | 1 247                                                                         |                                                                               |                                                                               |

Valet ägde rum den 7 september 1902. Valdeltagandet var 44,1%.

### 1905
| Andrakammarvalet i Sverige 1905: Nordals, Sundals och Valbo häraders valkrets | Andrakammarvalet i Sverige 1905: Nordals, Sundals och Valbo häraders valkrets | Andrakammarvalet i Sverige 1905: Nordals, Sundals och Valbo häraders valkrets | Andrakammarvalet i Sverige 1905: Nordals, Sundals och Valbo häraders valkrets | Andrakammarvalet i Sverige 1905: Nordals, Sundals och Valbo häraders valkrets |
| Kandidat                                                                      | Kandidat                                                                      | Röster                                                                        | Röster                                                                        | Röster                                                                        |
| Kandidat                                                                      | Kandidat                                                                      | Antal                                                                         | %                                                                             | +− %                                                                          |
| ----------------------------------------------------------------------------- | ----------------------------------------------------------------------------- | ----------------------------------------------------------------------------- | ----------------------------------------------------------------------------- | ----------------------------------------------------------------------------- |
|                                                                               | Bengt Dahlgren                                                                | 594                                                                           | 54,3                                                                          | ▼10,1                                                                         |
|                                                                               | Hjalmar Andersson                                                             | 477                                                                           | 43,6                                                                          |                                                                               |
|                                                                               | Övriga kandidater                                                             | 23                                                                            | 2,1                                                                           |                                                                               |
| Antal giltiga röster                                                          | Antal giltiga röster                                                          | 1 094                                                                         |                                                                               |                                                                               |
| Kasserade röster                                                              | Kasserade röster                                                              | 10                                                                            |                                                                               |                                                                               |
| Totalt                                                                        | Totalt                                                                        | 1 104                                                                         |                                                                               |                                                                               |

Valet ägde rum den 16 september 1905. Valdeltagandet var 38,0%.

### 1908
| Andrakammarvalet i Sverige 1908: Nordals, Sundals och Valbo häraders valkrets | Andrakammarvalet i Sverige 1908: Nordals, Sundals och Valbo häraders valkrets | Andrakammarvalet i Sverige 1908: Nordals, Sundals och Valbo häraders valkrets | Andrakammarvalet i Sverige 1908: Nordals, Sundals och Valbo häraders valkrets | Andrakammarvalet i Sverige 1908: Nordals, Sundals och Valbo häraders valkrets |
| Kandidat                                                                      | Kandidat                                                                      | Röster                                                                        | Röster                                                                        | Röster                                                                        |
| Kandidat                                                                      | Kandidat                                                                      | Antal                                                                         | %                                                                             | +− %                                                                          |
| ----------------------------------------------------------------------------- | ----------------------------------------------------------------------------- | ----------------------------------------------------------------------------- | ----------------------------------------------------------------------------- | ----------------------------------------------------------------------------- |
|                                                                               | Bengt Dahlgren                                                                | 733                                                                           | 67,2                                                                          | ▲12,9                                                                         |
|                                                                               | Erik Larsson (frisinnad)                                                      | 356                                                                           | 32,6                                                                          |                                                                               |
|                                                                               | Övriga kandidater                                                             | 2                                                                             | 0,2                                                                           |                                                                               |
| Antal giltiga röster                                                          | Antal giltiga röster                                                          | 1 091                                                                         |                                                                               |                                                                               |
| Kasserade röster                                                              | Kasserade röster                                                              | 0                                                                             |                                                                               |                                                                               |
| Totalt                                                                        | Totalt                                                                        | 1 091                                                                         |                                                                               |                                                                               |

Valet ägde rum den 5 september 1908. Valdeltagandet var 36,9%.